# Палос, Энрике
Энрике Палос (исп. Enrique Eduardo Palos Reyes; 31 мая 1986 год, Агуаскальентесе, Мексика) — мексиканский футболист, вратарь.

## Карьера
Палос является выпускником футбольной академии УАНЛ Тигрес. В заявку первой команды вратарь был включен в сезоне Апертура 2005, но Энрике пришлось ждать своего дебюта почти год. 7 октября 2006 года тренер «тигров» Марио Каррильо ставит Палоса в основу на матч против «Крус Асуль», но дебют у Энрике оказался смазанным, команда проиграла, 2-0. 
В 2009 году Палос принимает участие в двух матчах Суперлиги, внося свою лепту в итоговый выигрыш кубка. Несмотря на это, Палос только к 2011 году стал на постоянной основе привлекаться к играм за УАНЛ Тигрес. В какой-то степени этому обстоятельству поспособствовала травма основного вратаря «тигров» - Сирило Сауседо. Энрике показывал уверенную игру, поэтому после возвращения в строй Сауседо тренер команды Рикардо Феретти вынужден был посадить на лавку последнего. Осенью 2011 года Полос становится чемпионом в составе УАНЛ Тигрес. В том же году он был признан Лучшим Вратарем по итогам сезона, по версии Федерации футбола Мексики. Всего в сезоне Апертуры 2011 и Клаусуры 2012 он провел 44 матча и все в основном составе.
В начале 2018 года Палос перешёл в «Хуарес». 7 января в матче против «Селаи» он дебютировал за новую команду

## Достижения
Командные
 УАНЛ Тигрес
- Чемпионат Мексики по футболу (4) — Апертура 2011, Апертура 2015, Апертура 2016, Апертура 2017
- Североамериканская суперлига — 2009
- Обладатель Кубка Мексики — Клаусура 2014
- Финалист Кубка Либертадорес — 2015

Индивидуальные
- Лучший вратарь турнира - Апертура 2011